# Xipholena
A Xipholena a madarak osztályának verébalakúak (Passeriformes) rendjébe és a kotingafélék (Cotingidae) családjába tartozó nem.

## Rendszerezésük
A nemet Constantin Wilhelm Lambert Gloger német ornitológus írta el 1841-ben, jelenleg az alábbi 3 faj tartozik ide:
- fehérszárnyú kotinga (Xipholena atropurpurea)
- Pompadour-kotinga (Xipholena punicea)
- Xipholena lamellipennis

## Előfordulásuk
Dél-Amerika területén honosak. A természetes élőhelyük a szubtrópusi vagy trópusi síkvidéki erdők. Állandó, nem vonuló fajok.

## Megjelenésük
Testhosszuk 19-20 centiméter közötti.

## Életmódjuk
Főleg gyümölcsökkel és kisebb mértékben rovarokkal táplálkoznak.